# Ажурні тканини
Ажурні тканини (фр. ajouré — прозорий, плетений) — легкі прозорі тканини, для виготовлення яких застосовують 3 види ниток: одну утокову та дві основні (ґрунтову і перевивочну, або ажурну). Переплітаючись з утоком, ґрунтова і перевивочна основи перевиваються між собою, утворюючи різні прозорі візерунки або на густій непрозорій тканині — сітчасті візерунки у вигляді вишивок (спортажур, газ тощо).
З ажурних тканин виготовляють літній одяг, завіси, хустинки, технічні сита тощо.